# Androgeònies
Les Androgeònies (en grec antic: Ἀνδρογεώνια) eren uns festivals de l'antiga Grècia celebrats una vegada a l'any al barri del Ceramic d'Atenes en honor de l'heroi Andrògeu, fill de Minos, qui, segons la tradició, va derrotar tots els seus adversaris en els jocs de les Panatenees i que va ser assassinat pels seus rivals gelosos. Entre altres celebracions, part de la festa eren uns jocs. Segons Hesiqui, l'heroi també era conegut amb el nom d'Eurígies (grec antic: Εὐρυγύης, 'posseïdor de grans terres'), nom que també servia per referir-se als jocs.